# Mairead Maguire
Mairead Maguire (rojena Corrigan), severnoirska mirovnica, nobelovka, *27. januar 1944. 
Je soustanoviteljica z Betty Williams in Ciaran McKeown, organizacije Žensk za mir, ki je kasneje postala Skupnost za ljudi miru. Organizacije je bila namenjena mirnemu reševanja težav na Severnem Irskem. Maguire in Williams so bile soprejemnice leta 1976 Nobelove nagrade za mir.
Nekatere dejavnosti gibanja niso ohranile prejšnjega navdiha Ircev, a se še vedno aktivno udeležuje vseh vrst dejavnosti proti nasilju in vojni. Z namenom izkoriščanja ugleda, ki ga je dobila z nagrado, je ustanovila tudi skupino ženskih nobelovih nagrajenk, da lahko tako družno zastopajo v javnosti pomembna stališča.